# سارة هاجان
سارة هاجان (بالإنجليزية: Sarah Hagan)‏ هي ممثلة أمريكية، ولدت في 24 مايو 1984 بأوستن في الولايات المتحدة.

## وصلات خارجية
- سارة هاجان على موقع IMDb (الإنجليزية)
- سارة هاجان على موقع ألو سيني (الفرنسية)
- سارة هاجان على موقع ميوزك برينز (الإنجليزية)
- سارة هاجان على موقع أول موفي (الإنجليزية)
- سارة هاجان على موقع ديسكوغز (الإنجليزية)
- سارة هاجان على موقع قاعدة بيانات الفيلم (الإنجليزية)
- سارة هاجان على موقع كينوبويسك (الروسية)